# Mohammed Ahmad
Juma Mohammed Ahmad Ali Gharib (arabul: محمد أحمد; Dubaj, 1989. április 16. –) egyesült arab emírségekbeli válogatott labdarúgó, az Al Ain FC hátvédje. Sokan a 2009-es U20-as labdarúgó-világbajnokságon Venezuela elleni góljáról emlékeznek rá, a találat döntetlent ért az U20-as válogatottnak.